# Persone di nome Sarah/Attrici
| Questa pagina contiene informazioni ricavate automaticamente dalle voci biografiche con l'ausilio del template Bio e di un bot. L'aggiornamento è periodico e automatico e ricostruisce completamente la pagina. Se manca una persona in questa lista, sei pregato di non aggiungerla, ma accertati piuttosto che la sua voce biografica contenga il template Bio e che i dati anagrafici siano correttamente compilati. Se il template Bio manca, inseriscilo tu stesso o, in alternativa, metti l'avviso {{tmp\|Bio}} che ne segnala la mancanza. Se i dati riportati sono sbagliati, correggi direttamente la voce biografica; le modifiche saranno visibili in questa lista entro pochi giorni. Per chiarimenti vedi il progetto antroponimi. La lista contiene solo le 83 persone che sono citate nell'enciclopedia e per le quali è stato implementato correttamente il template Bio. Pagina aggiornata al 22 lug 2025. |

Questa è una lista di persone presenti nell'enciclopedia che hanno il nome Sarah e sono attrici.

## A(3)
- Sarah Adler, attrice israeliana (Parigi, n. 1978)
- Sarah Alexander, attrice britannica (Londra, n. 1971)
- Sarah Allen, attrice canadese (Nelson, n. 1980)

## B(9)
- Sarah Barrable-Tishauer, attrice canadese (n. 1988)
- Sarah Bernhardt, attrice francese (Parigi, n. 1844 - Parigi, † 1923)
- Sarah Biasini, attrice francese (Gassin, n. 1977)
- Bre Blair, attrice canadese (Canada, n. 1980)
- Sarah Bolger, attrice irlandese (Dublino, n. 1991)
- Sarah Brown, attrice statunitense (Eureka, n. 1975)
- Sarah Burns, attrice statunitense (Long Island, n. 1981)
- Sarah Butler, attrice statunitense (Puyallup, n. 1985)
- Sarah Buxton, attrice statunitense (n. 1965)

## C(7)
- Sarah Wayne Callies, attrice statunitense (La Grange, n. 1977)
- Sarah Carter, attrice canadese (Toronto, n. 1980)
- Sarah Chalke, attrice canadese (Ottawa, n. 1976)
- Sarah Churchill, attrice e danzatrice britannica (Londra, n. 1914 - Londra, † 1982)
- Sarah Clarke, attrice statunitense (Saint Louis, n. 1972)
- Olivia Colman, attrice britannica (Norwich, n. 1974)
- Sarah Cosmi, attrice italiana (Venezia, n. 1974)

## D(4)
- Sarah Desjardins, attrice canadese (Vancouver, n. 1994)
- Sarah Douglas, attrice britannica (Stratford-upon-Avon, n. 1952)
- Sarah Drew, attrice statunitense (Stony Brook, n. 1980)
- Sarah Dumont, attrice e modella statunitense (San Diego, n. 1990)

## E(2)
- Sarah Edmondson, attrice canadese (Vancouver, n. 1977)
- Sarah Edwards, attrice britannica (Glyn Ceiriog, n. 1881 - Los Angeles, † 1965)

## F(3)
- Sarah Felberbaum, attrice, modella e conduttrice televisiva britannica (Londra, n. 1980)
- Sarah Ferrati, attrice italiana (Prato, n. 1909 - Roma, † 1982)
- Sarah Freeman, attrice e doppiatrice statunitense (Los Angeles, n. 1986)

## G(7)
- Sarah Gadon, attrice canadese (Toronto, n. 1987)
- Sarah Michelle Gellar, attrice statunitense (New York, n. 1977)
- Sarah Gilman, attrice statunitense (Los Angeles, n. 1996)
- Sarah Grappin, attrice francese (Parigi, n. 1978)
- Sarah Greene, attrice irlandese (Cork, n. 1984)
- Sarah Grey, attrice canadese (Nanaimo, n. 1996)
- Sarah Kim Gries, attrice tedesca (Siegburg, n. 1990)

## H(4)
- Sarah Habel, attrice statunitense (Michigan, n. 1982)
- Sarah Hagan, attrice statunitense (Austin, n. 1984)
- Sarah Hay, attrice e ex ballerina statunitense (New York, n. 1987)
- Sarah Hyland, attrice statunitense (New York, n. 1990)

## J(3)
- Sarah Jeffery, attrice, cantante e ballerina canadese (Vancouver, n. 1996)
- Sarah Jones, attrice statunitense (Winter Springs, n. 1983)
- Suranne Jones, attrice e produttrice televisiva britannica (Chadderton, n. 1978)

## K(1)
- Sarah Rose Karr, attrice statunitense (California, n. 1984)

## L(4)
- Sarah LaFleur, attrice canadese (n. 1980)
- Sarah Lancashire, attrice britannica (Oldham, n. 1964)
- Sarah Lancaster, attrice statunitense (Overland Park, n. 1980)
- Sarah Levy, attrice canadese (Toronto, n. 1986)

## M(5)
- Sarah Danielle Madison, attrice statunitense (Springfield, n. 1974 - Wisconsin, † 2014)
- Sarah Maestri, attrice italiana (Luino, n. 1979)
- Sarah McLeod, attrice neozelandese (Putaruru, n. 1971)
- Sarah Miles, attrice britannica (Ingatestone, n. 1941)
- Sarah Jane Morris, attrice statunitense (Memphis, n. 1977)

## N(2)
- Sarah Natochenny, attrice, modella e montatrice statunitense (New York, n. 1987)
- Sarah Nauta, attrice, doppiatrice e cantante olandese (Amsterdam, n. 1998)

## O(1)
- Hayley Orrantia, attrice e cantante statunitense (Arlington, n. 1994)

## P(7)
- Sarah Padden, attrice inglese (Inghilterra, n. 1881 - Los Angeles, † 1967)
- Sarah Parish, attrice britannica (Yeovil, n. 1968)
- Sarah Jessica Parker, attrice statunitense (Nelsonville, n. 1965)
- Sarah Patterson, attrice britannica (Londra, n. 1970)
- Sarah Paulson, attrice statunitense (Tampa, n. 1974)
- Sarah Payne, attrice e soprano inglese
- Sarah Polley, attrice, regista e sceneggiatrice canadese (Toronto, n. 1979)

## Q(1)
- Margaret Qualley, attrice e modella statunitense (Kalispell, n. 1994)

## R(3)
- Sarah Rafferty, attrice e doppiatrice statunitense (Santa Monica, n. 1972)
- Sarah Ramos, attrice statunitense (Los Angeles, n. 1991)
- Sarah Roemer, attrice e modella statunitense (San Diego, n. 1984)

## S(10)
- Sarah Selby, attrice statunitense (St. Louis, n. 1905 - Los Angeles, † 1980)
- Sarah Snook, attrice australiana (Adelaide, n. 1987)
- Sarah Solemani, attrice britannica (Camden, n. 1982)
- Sarah Steele, attrice statunitense (Filadelfia, n. 1988)
- Sarah Stiles, attrice e cantante statunitense (Massachusetts, n. 1979)
- Sarah Stockbridge, attrice e ex modella britannica (Woking, n. 1965)
- Sarah Stork, attrice tedesca (Dortmund, n. 1987)
- Sarah Strange, attrice canadese (Vancouver, n. 1974)
- Sarah Sutherland, attrice statunitense (Los Angeles, n. 1988)
- Sarah Sutton, attrice britannica (Basingstoke, n. 1961)

## T(1)
- Sarah Thonig, attrice e ballerina tedesca (Monaco di Baviera, n. 1992)

## U(1)
- Sarah Uriarte Berry, attrice e cantante statunitense (San Francisco, n. 1969)

## V(2)
- Sarah Clements, attrice statunitense (Virginia Beach, n. 1983)
- Sarah Vowell, attrice e doppiatrice statunitense (Muskogee, n. 1969)

## W(3)
- Sarah Woodward, attrice britannica (Londra, n. 1963)
- Sarah Wright, attrice statunitense (Louisville, n. 1983)
- Sarah Wynter, attrice australiana (Newcastle, n. 1973)